# Isaiah Jackson
Pour les articles homonymes, voir Jackson.
Isaiah Ju'mar Jackson, né le 10 janvier 2002 à Pontiac dans le Michigan, est un joueur américain de basket-ball évoluant au poste de pivot. Il mesure 2,06 m.

## Biographie

### Carrière universitaire
Entre 2020 et 2021, Jackson joue pour les Wildcats du Kentucky.
Le 6 avril 2021, il annonce qu'il se présente à la draft NBA 2021.

### Carrière professionnelle

#### Pacers de l'Indiana (depuis 2021)
Jackson est choisi en 22e position de la draft par les Lakers de Los Angeles, ses droits sont ensuite transférés vers les Pacers de l'Indiana.
Le 2 novembre 2024, il subit une déchirure du tendon d'Achille face aux Pelicans de La Nouvelle-Orléans et manque la suite de la saison 2024-2025 de NBA après seulement 5 matchs joués.

## Statistiques

### Universitaires
Les statistiques d'Isaiah Jackson en matchs universitaires sont les suivantes :
| Saison    | Équipe   | Matchs | Titul. | Min./m | % Tir | % 3pts | % LF | Rbds/m. | Pass/m. | Int/m. | Ctr/m. | Pts/m. |
| --------- | -------- | ------ | ------ | ------ | ----- | ------ | ---- | ------- | ------- | ------ | ------ | ------ |
| 2020-2021 | Kentucky | 25     | 18     | 20,8   | 54,0  | 0,0    | 70,0 | 6,60    | 0,68    | 0,76   | 2,60   | 8,44   |
| Carrière  | Carrière | 25     | 18     | 20,8   | 54,0  | 0,0    | 70,0 | 6,60    | 0,68    | 0,76   | 2,60   | 8,44   |

### Professionnelles

#### Saison régulière
Les statistiques d'Isaiah Jackson en saison régulière sont les suivantes :
| Saison    | Équipe   | Matchs | Titul. | Min./m | % Tir | % 3pts | % LF | Rbds/m. | Pass/m. | Int/m. | Ctr/m. | Pts/m. |
| --------- | -------- | ------ | ------ | ------ | ----- | ------ | ---- | ------- | ------- | ------ | ------ | ------ |
| 2021-2022 | Indiana  | 36     | 15     | 15,0   | 56,3  | 31,3   | 68,2 | 4,14    | 0,28    | 0,69   | 1,44   | 8,25   |
| 2022-2023 | Indiana  | 63     | 12     | 16,5   | 56,3  | 14,3   | 65,1 | 4,48    | 0,81    | 0,49   | 1,48   | 7,22   |
| 2023-2024 | Indiana  | 60     | 3      | 12,8   | 66,5  | 0,00   | 71,6 | 3,97    | 0,83    | 0,57   | 1,02   | 6,38   |
| 2024-2025 | Indiana  | 5      | 1      | 16,8   | 60,9  | 0,00   | 50,0 | 5,60    | 1,00    | 0,60   | 1,60   | 7,00   |
| Carrière  | Carrière | 164    | 31     | 14,9   | 59,4  | 20,6   | 67,9 | 4,25    | 0,71    | 0,57   | 1,30   | 7,13   |

#### Playoffs
Les statistiques d'Isaiah Jackson en playoffs sont les suivantes :
| Saison    | Équipe   | Matchs | Titul. | Min./m | % Tir | % 3pts | % LF | Rbds/m. | Pass/m. | Int/m. | Ctr/m. | Pts/m. |
| --------- | -------- | ------ | ------ | ------ | ----- | ------ | ---- | ------- | ------- | ------ | ------ | ------ |
| 2023-2024 | Indiana  | 15     | 0      | 10,3   | 53,5  | --     | 61,1 | 3,20    | 0,47    | 0,20   | 0,87   | 3,80   |
| Carrière  | Carrière | 15     | 0      | 10,3   | 53,5  | --     | 61,1 | 3,20    | 0,47    | 0,20   | 0,87   | 3,80   |

## Distinctions personnelles

### En club
- Vainqueur de la conférence Est en 2025 avec les Pacers de l'Indiana

### En université
- SEC All-Defensive Team (2021)
- SEC All-Freshman Team (2021)
- Jordan Brand Classic (2020)